# Yang Yong-eun
Yang Yong-eun, conosciuto nel circuito anche come Y. E. Yang, (hangŭl:양용은; Jeju-do, 15 gennaio 1972), è un golfista sudcoreano.
Compete principalmente nel Japan Golf Tour, dove finora ha vinto quattro tornei.
Nell'agosto 2009 ha ottenuto il più importante successo della propria carriera imponendosi in uno dei quattro tornei major, primo sudcoreano della storia, e aggiudicandosi il PGA Championship dopo un testa a testa finale con Tiger Woods, classificatosi secondo.
Complessivamente in carriera si è imposto in 9 tornei.

## Biografia
Yang è nato nella provincia insulare di Jeju-do. È il quarto di otto figli. Ha iniziato a giocare a golf all'età di 19 anni mentre raccoglieva palline da golf part-time e, in seguito, ha lavorato come istruttore di golf presso l'Ora Country Club di Jeju. Yang ha imparato osservando i movimenti dei giocatori che hanno visitato la sua mazza da golf. Sebbene ora abbia degli allenatori, Yang è un golfista autodidatta.  Suo fratello gli consigliò di provare a colpire le palline in un driving range locale. Nel tentativo di ottenere un "lavoro adeguato", Yang cadde da una rampa di scale e si strappò il legamento crociato anteriore mentre stava imparando a usare un escavatore per un'impresa di costruzioni. Dopo essersi ripreso dall'infortunio al ginocchio, ha iniziato il servizio obbligatorio nell'esercito sudcoreano all'età di 21 anni.
Al termine del suo servizio, si è trasferito in Nuova Zelanda, dove ha intrapreso la carriera professionale nel golf. È diventato semi-pro il 21 luglio 1995 e professionista il 22 agosto 1996. Yang è sposato con Young-Joo Park e ha tre figli. È un proprietario attivo di un campo da golf al coperto nella sezione Koreatown di Dallas. Attualmente risiede a Southlake, Texas, vicino al collega giocatore sudcoreano della PGA K. J. Choi.